# Patrick Kerwin

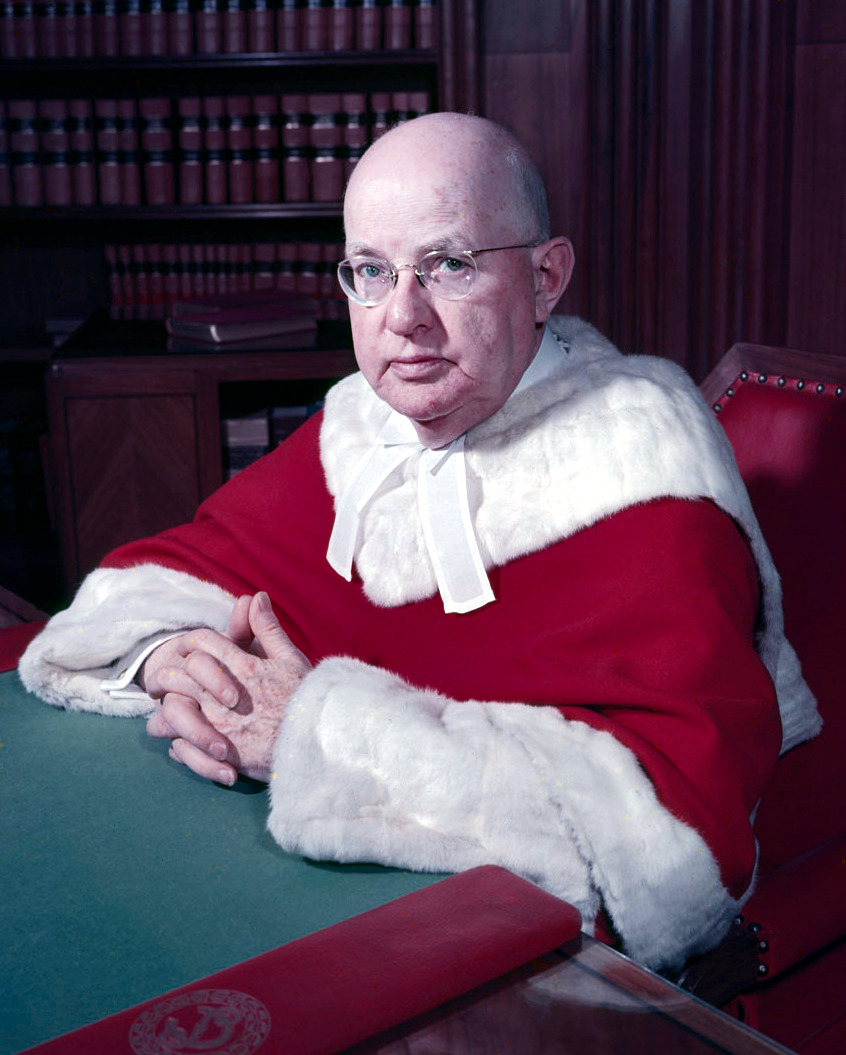
Patrick Kerwin, 1954

Patrick Kerwin, PC (* 25. Oktober 1889 in Sarnia, Ontario; † 2. Februar 1963) war ein kanadischer Richter. Er gehörte von 1935 bis zu seinem Tod dem Obersten Gerichtshof von Kanada an und war ab 1954 dessen Vorsitzender (Chief Justice).

## Biografie
Kerwin erhielt seine Schulbildung am Sarnia Collegiate Institute, anschließend studierte er Recht an der Osgoode Hall Law School in Toronto. Zunächst war er Praktikant in seinem Geburtsort Sarnia. Als er 1911 die Zulassung als Rechtsanwalt erhielt, zog er nach Guelph und arbeitete 21 Jahre lang in der Kanzlei Guthrie & Guthrie. Während dieser Zeit war er auch Solicitor der Stadt Guelph und des Wellington County sowie Staatsanwalt. Ab 1932 war er Richter am Obersten Gerichtshof der Provinz Ontario.
Premierminister Richard Bedford Bennett ernannte Kerwin am 20. Juli 1935 zum Richter am Obersten Gerichtshof von Kanada. Am 1. Juli 1954 folgte seine Beförderung zum Chief Justice durch Premierminister Louis Saint-Laurent. Kerwin blieb bis zu seinem Tod im Amt.